# 시비엥토크시스키에주

시비엥토크시스키에주의 위치

시비엥토크시스키에주(폴란드어: Województwo świętokrzyskie)는 폴란드 중부에 위치한 주로, 주도는 키엘체이며 면적은 11,672km2, 인구는 1,281,796명(2006년 기준, 도시 인구: 581,322명, 농촌 인구: 700,474명), 인구 밀도는 110명/km2이다.
주 이름은 이 곳을 지나가는 시비엥토크시스키에산맥에서 유래된 이름인데 시비엥토크시스키에는 폴란드어로 "성십자가"(聖十字架)를 뜻한다. 1개 도시군과 13개 농촌군, 102개 그미나(지방 자치체)를 관할한다. 북쪽으로는 마조프셰주, 동쪽으로는 루블린주, 남동쪽으로는 포트카르파츠키에주, 남쪽으로는 마워폴스카주, 남서쪽으로는 실롱스크주, 북서쪽으로는 우치주와 접한다.

주기
주 문장
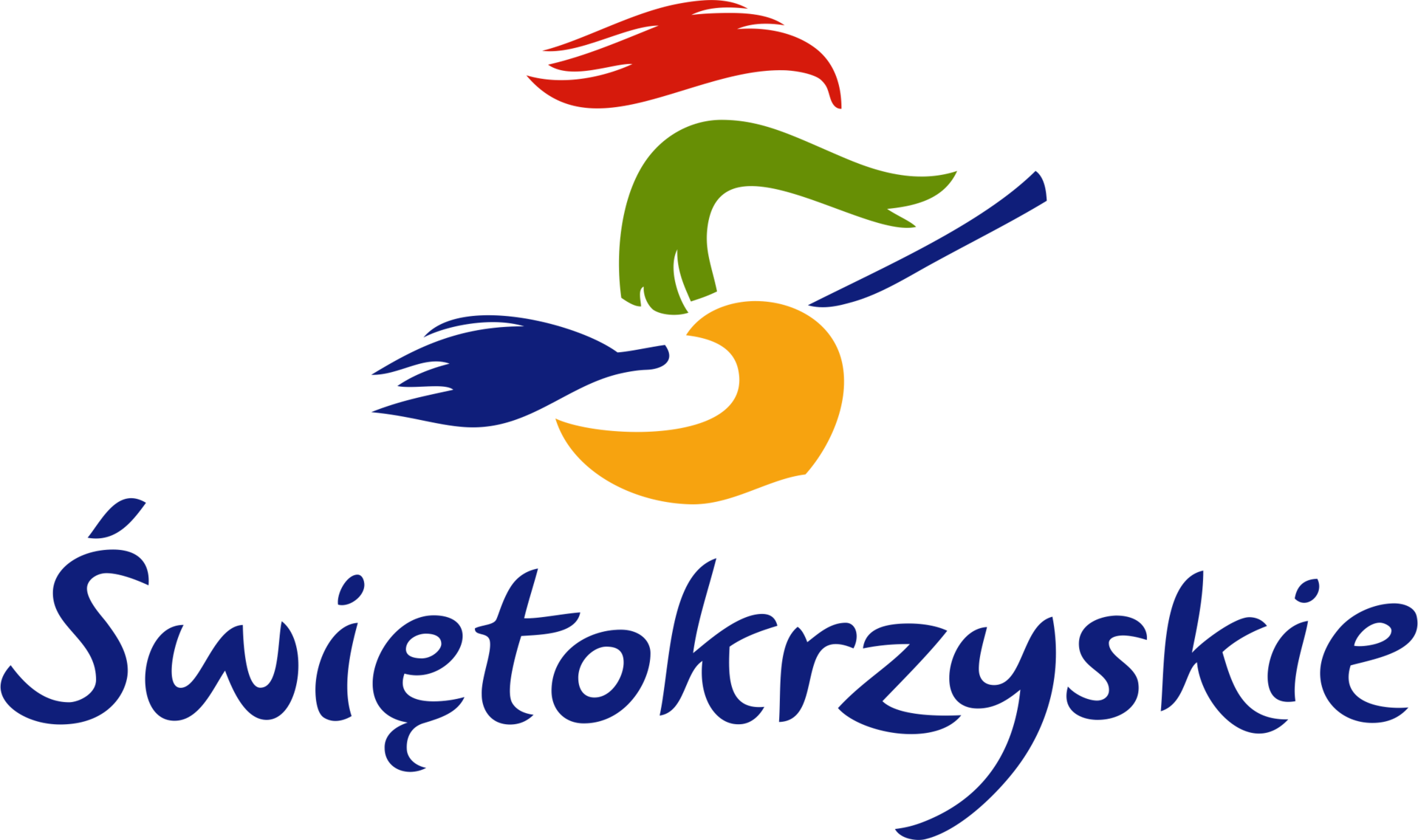
주 로고

## 행정 구역

시비엥토크시스키에주의 행정 구역

### 도시군
- 키엘체 (주도)

### 농촌군
- 부스코군
- 옝제유프군
- 카지미에자군
- 키엘체군
- 콘스키에군
- 오파투프군
- 오스트로비에츠군
- 핀추프군
- 산도미에시군
- 스카르지스코군
- 스타라호비체군
- 스타슈프군
- 브워슈초바군

## 같이 보기
- 폴란드 제2공화국